# Webfilter
Et Webfilter er en løsning der begrænser forskellige sider på internettet. Denne kan laves som software, eller ligge i firewallen.